# Khouma Babacar
Khouma El Hadji Babacar (* 17. März 1993 in Thiès) ist ein senegalesischer Fußballspieler. Er steht beim türkischen Zweitligisten Boluspor unter Vertrag.

## Verein
Babacar begann in der Jugend des US Rail, einem Verein in seiner Heimatstadt Thiès. 2007 wechselte er zu Pescara Calcio nach Italien. Bereits ein Jahr später verpflichtete der AC Florenz ihn und stach damit andere Clubs der italienischen Serie A aus.
In der Saison 2009/10 stieß Babacar erstmals zum Profiteam, das von Cesare Prandelli trainiert wurde. Am 14. Januar 2010 debütierte er als 16-Jähriger beim 3:2-Erfolg im Achtelfinale des Coppa Italia gegen Chievo Verona in der ersten Mannschaft und feierte mit seinem wichtigen Treffer zum zwischenzeitlichen 2:2-Ausgleich gleich einen überzeugenden Einstand. Am 27. Februar 2010 folgte im Spiel gegen Lazio Rom sein erster Einsatz in der Serie A. Seinen ersten Ligatreffer konnte er im dritten Einsatz beim 3:0-Sieg über CFC Genua am 20. März 2010 erzielen.
Im Sommer 2010 unterzeichnete Babacar einen neuen Fünf-Jahres-Vertrag in Florenz. In der folgenden Saison 2010/11 kam er zu weiteren Einsätzen. Insbesondere sein spielentscheidendes Tor in der 119. Minute der Verlängerung in der 3. Runde des Coppa Italia gegen den FC Empoli und sein Treffer zur 1:0-Führung in der 4. Runde einen Monat später festigten seine Stellung in der Mannschaft. Nachdem er jedoch in der Hinrunde der Saison 2011/12 nur zu einem Ligaeinsatz gekommen war, schloss er sich für die Dauer der Rückrunde auf Leihbasis dem spanischen Erstligisten Racing Santander an. Dort debütierte er am 11. Februar 2012 im Spiel gegen Atlético Madrid in der Primera División.
2012 kehrte Babacar zurück nach Italien. In der Saison 2012/13 spielte er auf Leihbasis für Calcio Padova in der Serie B, 2013/14 folgte eine erneute Leihe zum Zweitligisten FC Modena.
Im Januar 2018 verließ Babacar Florenz und wechselte auf Leihbasis zur US Sassuolo Calcio, die seine Transferrechte im Sommer vollständig von Florenz übernahmen. Von dort wurde er ab dem Sommer 2019 für eine Saison an den US Lecce und anschließend zwei Spielzeiten nach Alanyaspor verliehen. Im Januar 2022 verpflichtete ihn dann der dänische Erstligist FC Kopenhagen mit einem Vertrag bis zum Sommer 2025. Im Sommer 2024 wechselte Babacar zu Boluspor.

## Nationalmannschaft
Nach diversen Partien im Jugendbereich wurde Babacar 2017 drei Mal bei der senegalesischen A-Nationalmannschaft eingesetzt.

## Erfolge
FC Kopenhagen
- Dänischer Meister: 2022